# یان تونیسون
یان تونیسون (استونیایی: Jaan Tõnisson؛ ۲۲ دسامبر ۱۸۶۸ – ۱۹۴۱) یک سیاست‌مدار اهل استونی بود.
وی از نوامبر ۱۹۱۹ تا ۲۸ ژوئیه ۱۹۲۰ و از ۳۰ ژوئیه ۱۹۲۰ تا ۲۶ اکتبر ۱۹۲۰ نخست‌وزیر استونی بوده است. تونیسون همچون از دسامیر ۱۹۲۷ تا دسامبر ۱۹۲۸ و از مه ۱۹۳۳ تا اکتبر ۱۹۳۳ رئیس دولت استونی بوده است، از دیگر پست‌های وی میتوان به وزیر امور خارجه استونی از سال ۱۹۳۱ تا ۱۹۳۲ اشاره کرد.
یان تونیسون دانش‌آموخته رشته حقوق از دانشگاه تارتو بوده است.